# M-Pesa
M-Pesa ist ein von der kenianischen Mobilfunkfirma Safaricom in Kooperation mit dem Kommunikationsunternehmen Vodafone entwickeltes und Anfang 2007 in Kenia eingeführtes System der Abwicklung grundlegender Funktionen des Geldtransfers und des bargeldlosen Zahlungsverkehrs über Mobiltelefone ohne die Notwendigkeit eines regulären Bankkontos. Es ermöglicht den Nutzern, über als M-Pesa-Agents bezeichnete Händler die Ein- und Auszahlung von Bargeld auf ein elektronisch geführtes Guthaben. Auf dieser Basis kann dann Geld direkt und ohne Bargeld vom eigenen M-Pesa-Guthaben an andere M-Pesa-Nutzer übertragen werden und an Personen ohne eigenes M-Pesa-Guthaben durch Abwicklung über einen M-Pesa-Agent.

## Bezeichnung und Verbreitung
Die Bezeichnung „M-Pesa“ setzt sich zusammen aus dem Kürzel „M“ für mobile und dem aus dem Swahili stammenden Wort „Pesa“ für Bargeld. Seit Februar 2008 wird von Vodafone und der Mobilfunkfirma Roshan unter der Bezeichnung M-Paisa in Afghanistan ein vergleichbarer Dienst angeboten. M-Pesa ist darüber hinaus seit April 2008 in Tansania, seit 2010 auf Fidschi, seit 2012 in der Demokratischen Republik Kongo, seit 2013 in Indien, Mosambik, Lesotho sowie unter der Bezeichnung Vodafone Cash in Ägypten, von 2014 bis 2017 in Rumänien und seit Mai 2015 in Albanien verfügbar. In Südafrika war der Dienst ab 2010 verfügbar, wurde jedoch 2017 aufgrund niedriger Teilnehmerzahlen wieder eingestellt.

## Funktionsweise

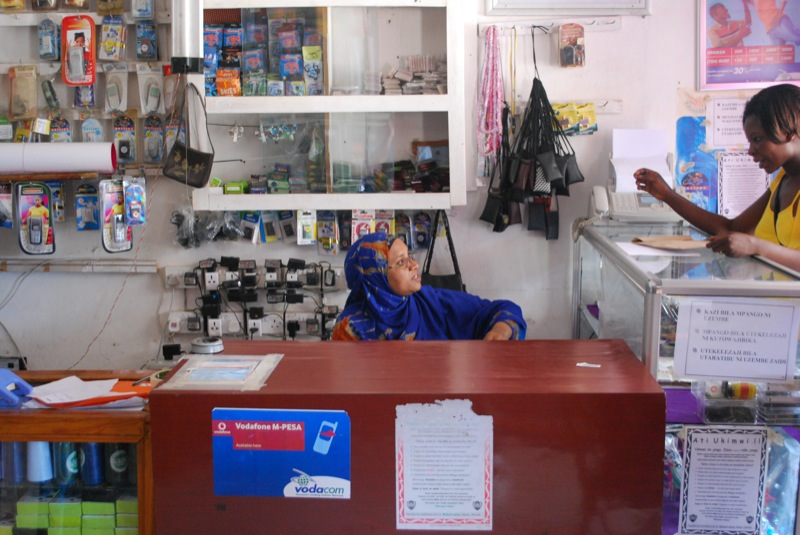
M-Pesa-Agent in Tansania

Als Agents fungieren bei M-Pesa beispielsweise die Niederlassungen der kooperierenden Mobilfunkgesellschaften oder die Inhaber von Tankstellen, Supermärkten, Straßenkiosken, Internetcafés und Handyläden. Neben der bargeldlosen Übertragung zwischen M-Pesa-Agents und M-Pesa-Kunden sowie zwischen verschiedenen M-Pesa-Kunden besteht für M-Pesa-Kunden auch die Möglichkeit, ein als Airtime bezeichnetes Prepaid-Gesprächsguthaben zu kaufen, das durch eine direkte Übertragung an andere Safaricom-Kunden als Ersatzwährung fungieren kann. Eine weitere verbreitete und vom Anbieter nicht vorhergesehene Anwendung ist die Nutzung des M-Pesa-Guthabens als elektronische Geldbörse durch Ein- und spätere Auszahlung größerer Geldbeträge zum sicheren Transfer während einer Reise.
M-Pesa fungiert damit in zunehmendem Umfang als Alternative zu einem regulären Bankkonto beziehungsweise einer Kreditkarte sowie anderen Formen des Geldtransfers und des bargeldlosen Zahlungsverkehrs. Deren Nutzbarkeit ist in vielen Ländern insbesondere im ländlichen Bereich durch die geringe Vor-Ort-Verfügbarkeit von Bankfilialen und Geldautomaten stark eingeschränkt. Auch für Kunden, für die aufgrund ihres geringen Einkommens ein Bankkonto oder eine Kreditkarte nicht erhältlich oder nicht wirtschaftlich ist, stellt M-Pesa eine Ersatzlösung dar. Durch spätere Erweiterungen um Spareinlage-, Termingeld- und Kreditfunktionen, die unter der Bezeichnung M-Shwari seit November 2012 vermarktet werden, näherte sich die Funktionalität von M-Pesa den Angeboten von Banken weiter an.
Die Bezahlung der Nutzung von M-Pesa erfolgt pro Transaktion, so dass keine Kosten für den Bestand des Guthabens entstehen. Die Gebühren liegen dabei in Kenia, abhängig vom Empfänger und vom Betrag der Transaktion, zwischen 0 und 45 Prozent für einen Transfer zu einem nicht registrierten Benutzer – letzteres ein sehr unrealistischer Fall für einen Transfer von nur 100 KES – sowie zwischen 0 und 6 Prozent für einen Transfer zu einem registrierten Benutzer. Die Gebühren wurden nach Ausbruch von Corona im Frühjahr 2021 drastisch gesenkt und sind bei Transfers von bis zu 100 KES sogar gratis. Das Geldabheben bei einem M-Pesa-Agent kostet zwischen 0,47 und 20 Prozent des Betrags. Die Transaktionen werden durch die Übertragung von SMS-Nachrichten zwischen den Kunden beziehungsweise zwischen den Kunden und den Agents abgewickelt. Technisch basiert M-Pesa auf der Ergänzung der Funktionen der SIM-Karte des Telefons durch sogenannte SIM-Toolkit-Erweiterungen, die jeweils spezifisch für M-Pesa-Kunden und für M-Pesa-Agents sind. Es ist damit ohne weitere technische Voraussetzungen mit nahezu jedem Mobiltelefon nutzbar.

## Verbreitung
Nach einer ab Oktober 2005 laufenden Testphase mit acht Agents und 500 Kunden, die mit kostenlosen Telefonen ausgestattet wurden, besteht das System in Kenia seit März 2007 als regulärer Dienst. Bereits einen Monat nach Einführung hatten sich 20.000 Kunden registriert. Rund ein Jahr nach dem Start hatte M-Pesa in Kenia bereits rund 1,6 Millionen Nutzer, was damals etwa einem Drittel aller Safaricom-Kunden und fast fünf Prozent der kenianischen Bevölkerung entsprach. In den Folgejahren stieg die Zahl der Kunden weiter, im ersten Halbjahresbericht 2011 gab Safaricom die Zahl der M-Pesa-Nutzer mit 14,9 Millionen an. Damit nutzten rund 80 Prozent der Mobilfunkkunden den Service. Laut dem Finanzbericht aus dem Jahr 2021 nutzen 28,1 Millionen Kunden M-Pesa jeden Monat.
Nach Angaben von Anja Bengelstorf vom Deutschen Akademischen Austauschdienst, basierend auf Daten der Kenianischen Zentralbank, betrug das Volumen der über M-Pesa im Jahr 2014 bewegten Beträge rund eine Milliarde Schweizer Franken. Die M-Pesa-Muttergesellschaft erwirtschaftete dabei einen Gewinn von etwa 268 Millionen Schweizer Franken, was rund 27 Prozent der bewegten Summe entspricht.
Im Februar 2008 begann Vodafone zusammen mit der Mobilfunkfirma Roshan mit der Einführung eines vergleichbaren Dienstes in Afghanistan, der beispielsweise auch von Firmen zur Auszahlung von Gehältern an ihre Mitarbeiter genutzt werden kann. Im Rahmen dieses M-Paisa genannten Projekts erproben Vodafone und Roshan aufgrund der geringen Alphabetisierungsrate in Afghanistan darüber hinaus die Nutzung einiger der angebotenen Funktionen mittels Spracherkennung. Seit Ende April 2008 bietet die Firma Vodacom M-Pesa auch in Tansania an, seit August 2010 kooperierte Vodafone diesbezüglich mit der Bankengruppe Nedbank in Südafrika. In der Folgezeit wurde M-Pesa in weiteren Ländern eingeführt, so im Juni 2010 mit dem Namen M-Paisa auf Fidschi, im November 2012 in der Demokratischen Republik Kongo und 2013 in Indien, Mosambik, Lesotho sowie unter der Bezeichnung Vodafone Cash in Ägypten. Heute ist M-Pesa offiziell in insgesamt sieben afrikanischen Ländern präsent. Neben Kenia und den bereits genannten Staaten auch in Ghana.
Vom 31. März 2014 bis zum 1. Dezember 2017 wurde M-Pesa in Rumänien erstmals in einem europäischen Land angeboten, aber wegen finanzieller Verluste wieder geschlossen. In Albanien ist der Service seit Mai 2015 verfügbar.

## Finanzielle Inklusion und Armutsbekämpfung
M-Pesa gilt als ein Musterbeispiel dafür, wie man mit innovativer Finanztechnologie die Menschen in das formelle Finanzsystem integrieren, dabei Gewinne erzielen und gleichzeitig die Armut bekämpfen kann. Tavneet Suri vom Massachusetts Institute of Technology und William Jack von der Georgetown University haben in einer Serie von wissenschaftlichen Studien seit 2011 die positiven Wirkungen von M-Pesa für die Armutsbekämpfung dargelegt. Insbesondere ihr 2016 in „Science“ veröffentlichter Aufsatz, demzufolge durch die Verbreitung von M-Pesa 194.000 Haushalte oder 2 % der kenianischen Bevölkerung aus Armut befreit wurden, war in der Entwicklungshilfe-Community sehr einflussreich. Entwicklungsinstitutionen führen dieses Ergebnis zu M-Pesa regelmäßig als Beleg an, wenn sie über das Potential von innovativer Finanztechnologie für Armutsbekämpfung und Entwicklung publizieren. So heißt es in einem UN-Bericht zu „Finanzierung für Entwicklung“, die Digitalisierung von Finanzdienstleistungen eröffne neue Möglichkeiten für finanzielle Inklusion im Einklang mit der 2030-Agenda für nachhaltige Entwicklung und der Umsetzung der Ziele für soziale Entwicklung. In Kenia habe die Verbreitung von mobilem Geld zwei Prozent der Haushalte über die Armutsgrenze gehoben. M-Pesa war eine wichtige Voraussetzung für die aufblühende Start-up und Tech-Szene, genannt Silicon Savannah.

## Kritik
Es wird kritisiert, dass Safaricom seine monopolähnliche Stellung ausnutze, um überhöhte Preise von seinen oft sehr armen Kunden zu verlangen. Die Bill and Melinda Gates Foundation warnte 2013, dass Mangel an Konkurrenz bei mobilen Bezahldiensten zu überhöhten Preisen führen könne. Als Negativbeispiel führte sie M-Pesa in Kenia an, denn dort koste es umgerechnet 0,30 Dollar, einen Betrag von 1,50 Dollar zu transferieren. Im Nachbarland Tansania, wo mehr Konkurrenz herrsche, verlange der gleiche Anbieter nur ein Zehntel so viel für eine derartige Überweisung. Eine von der US-Entwicklungshilfeorganisation USAID finanzierte Studie kam zu dem Ergebnis, dass arme, ungebildete und oft durch Sehstörungen behinderte Kunden von M-Pesa Ziel unfairer Vertriebspraktiken waren. Dazu gehörten intransparente Angebote für teure Abonnements von Klingeltönen, die mit einem Klick abzuschließen, aber für diese Klientel ohne Hilfe nur sehr schwer wieder zu kündigen waren. Die Autorinnen schlussfolgerten, dass die marginalisierten Menschen in Kenia nicht von M-Pesa profitierten, wohl aber Safaricom. Auch der Entwicklungsökonom Alan Gibson kam in einer Studie, welche der an der Entwicklung und Verbreitung von M-Pesa beteiligte Financial Sector Development Trust Kenya aus Anlass seines 10-jährigen Jubiläums in Auftrag gegeben hatte, zu einem ähnlichen Resümee. Er beklagte, dass die Kreditvergabe an Unternehmen sich durch M-Pesa nicht verbessert, jedoch die Kreditverfügbarkeit für den in der Region wichtigen Agrarsektor sich sogar verschlechtert habe. Zusätzlich gelangte er zu dem Schluss, dass der Finanzsektor stark von M-Pesa profitiert habe, wohingegen sich die Lebensbedingungen der Bevölkerung nicht verbessert hätten.
Milford Bateman u. a. kommen in einer kritischen Besprechung des einflussreichen Beitrags von Suri und Jack in „Science“ sogar zu dem Schluss, dass die Verbreitung von M-Pesa zulasten kostenloser Bargeld-Transaktionen die wirtschaftliche Entwicklung Kenias behindert habe. Sie diagnostizieren schwere methodische Mängel der Studie von Suri und Jack, die positive Effekte von M-Pesa bei der Bekämpfung der Armut festgestellt hatte. Als Gegenstück zu den durch M-Pesa begünstigten Gründungen von Mikro-Unternehmen und kleinen Handelsaktivitäten durch M-Pesa-Kundinnen hätten aus ihrer Sicht unbedingt die Verdrängung schon bestehender Kleinstunternehmen in der Region und nach kurzer Zeit gescheiterte Gründungen berücksichtigte werden müssen. Bateman u. a. bezeichnen M-Pesa als ein extrahierendes Geschäftsmodell. Es generiere durch Bepreisung unzähliger kleiner Transaktionen hohe Gewinne, die zu einem großen Teil an Anteilseigner von Safaricom im Ausland transferiert würden. Das bedeute einen Entzug von regionaler Kaufkraft, der es den regionalen Unternehmen erschwere, genug Nachfrage zu finden.
In Sachen Datenschutz wird kritisiert, dass es in Kenia bisher kein Datenschutzgesetz gibt, was dazu führt, dass Safaricom sensible Daten seiner Nutzer recht freizügig nutzen und weitergeben kann. Zu einem größeren Datenskandal kam es zuletzt im Mai 2019, als Daten von 11,5 Millionen M-Pesa-Nutzern, die das System für Glückspiel genutzt hatten, auf dem Schwarzmarkt angeboten wurden.